# Blanchet (imprimerie)
Pour les articles homonymes, voir Blanchet.
Le blanchet tire son nom d'une étoffe de couleur gris clair (qui a donné l'anglais blanket, « couverture »). C'est un terme employé dans l'imprimerie.

## Typographie
Dans la presse typographique traditionnelle, le blanchet est une étoffe, ou une épaisseur de papiers, intercalée entre la platine et le dos de la feuille de papier recevant l'impression, afin d'amortir et de répartir la pression, et d'uniformiser le foulage (déformation du papier due à la pression sur les types en relief). On le plaçait entre le tympan et la feuille à imprimer.
Le blanchet pouvait aussi servir de garnissage des cylindres dans les presses typographiques à cylindre.

## Offset
Le blanchet est un élément déterminant dans le procédé d'impression offset. Il est réalisé avec un matériau caoutchouteux et s'interpose entre le cylindre porte-plaque et le papier. Il reçoit l'encre de la plaque et la transfère sur le papier. Le papier passe entre le cylindre porte-blanchet et le cylindre de contre-pression.
En offset, l'image est « à l'envers » sur le film, puis « à l'endroit » sur la plaque, de nouveau à l'envers sur le blanchet pour pouvoir se retrouver à l'endroit sur le papier.
La lithographie, ancêtre de l'offset, utilisait déjà dans ses derniers perfectionnements un rouleau de caoutchouc pour transférer l'image « encrée » de la pierre vers le papier. Sans ce rouleau intermédiaire, dans la lithographie traditionnelle, il fallait dessiner l'image à l'envers sur la pierre lithographique.